# Serengetimys pernanus
Serengetimys pernanus — вид гризунів родини мишевих (Muridae). Це єдиний представник роду Serengetimys; раніше його класифікували в роду Mastomys.
Зустрічається в Кенії, Руанді та Танзанії. Його природне середовище існування — савана, наприклад, у знаменитому національному парку Серенгеті, який дав назву роду.

## Морфологічна характеристика
Дрібний гризун із довжиною голови й тіла від 73 до 88 мм, довжиною хвоста від 60 до 78 мм, довжиною лап від 15 до 18,4 мм, довжиною вуха від 14 до 16 мм і вагою до 18 грамів. Шерсть довга і м'яка. Верхні частини коричневі, всіяні чорними кінчиками волосків уздовж спини, тоді як нижні частини сірі з білими кінчиками волосся. По боках тягнеться палево-охриста бічна смуга. Ноги білі. За кожним вухом є велика біла пляма. Хвіст коротший за голову і тіло, коричневий в прикореневих 2/3, чорний і покритий дрібними білими волосками на кінці. Низ світліший.

## Поведінка
Це наземний і нічний вид.